# 이승휴
이승휴(李承休, 1224년 ~ 1300년 11월 13일(음력 10월 2일))는 고려 후기의 문신·학자다. 자는 휴휴(休休), 자호(自號)는 동안거사(動安居士)다. 본관은 가리로, 가리 이씨의 시조다.

## 생애
9세에 독서를 시작하여 12세에 신서(申諝) 밑에서 《춘추좌씨전》과 《주역(周易)》을 익혔다. 14세에 아버지 상을 입고 대부경(大僕卿) 임천부(林天敷)의 아내(외가 대고모)인 북원군부인(北原郡夫人) 원씨(元氏) 밑에서 양육되었다.
그 후 몽골의 고려 침입으로 고려 정부가 천도(遷都)한 강화도로 들어가서 낙성재(樂聖齋) 도회소(都會所)에서 수업하면서 많은 사람들과 교우 관계를 맺게 된다. 29세가 되는 1252년(고종 39년)에 과거 시험에 급제했다. 과거 급제 후 홀어머니가 있는 삼척으로 금의환향했으나, 몽고의 침입으로 환도하지 못하고 두타산 구동(龜洞)에서 농사를 지으며 홀어머니를 봉양했다.
1273년(원종 14년) 원나라에서 황후와 황태자를 책봉한 사실을 알려오자 원나라에 가서 책봉을 하례했다. 원나라에서 올린 그의 표문(表文)은 원 세조(世祖)와 낭리(郎吏)들의 탄복을 받았다. 동행했던 송송례도 “문장이 중국을 감동시킨다는 말은 임자를 두고 하는 말이오.”라고 탄복했다.
귀국 후 벼슬이 우사간(右司諫)을 거쳐 전중어사(殿中御史)가 되었다. 하지만 탐관오리 7명의 죄상을 밝혀 가산을 몰수한 일로 동주부사(東州副使)로 좌천되었으며, 이 시기에 동안거사(動安居士)라고 스스로 호를 지었다.
1280년(충렬왕 6년)에 전중시사(殿中侍史)가 된 이승휴는 감찰시사(監察侍史) 심양(沈諹), 잡단(雜端) 진척(陳倜), 시사(侍史) 문응(文應) 등과 함께 국왕의 실정 및 국왕 측근 인물들의 전횡을 들어 10개조로 간언했다가 파직되었다.
그 후 한동안 벼슬을 떠나 용안당(容安堂)에서 《제왕운기》와 《내전록》을 저술하였다.
1300년(충렬왕 26년) 10월 2일(양력 11월 13일)에 77세를 일기로 고단한 생을 마쳤다.
성질이 정직해 세상 사람과 달리 어떤 것도 요구하지 않았으며, 불교를 독실하게 믿었다.

## 저서
- 《제왕운기(帝王韻紀)》
- 《동안거사집》

## 이승휴가 등장하는 작품
- 《왕은 사랑한다》 (MBC, 2017년~2017년, 배우: 엄효섭)

## 참고 자료
- 《고려사》
- 《동안거사집》

## 한국어 번역
- 진성규 옮김, 《동안거사집》, 지만지, 2009년 1월 23일(초판)/2020년 7월 15일(개정판)

## 같이 보기
- 이승휴 유허지